# Zio Paperone e il ratto del ratto
Zio Paperone e il ratto del ratto (The Lemming with the Locket), nota anche come Zio Paperone - Il lemming con il ciondolo, è una storia a fumetti con personaggi della Disney sceneggiata e disegnata da Carl Barks nel 1954. È una delle storie citate tra le "fonti barksiane" della Saga di Paperon de' Paperoni di Don Rosa: è in questa storia che Paperone afferma di aver comprato per due dollari il suo cilindro nel 1910, e nel capitolo 11 della Saga si vede Paperone comprare il cilindro proprio nel 1910.

## Trama
Paperone ha scritto la combinazione della sua gigantesca cassaforte in un foglietto che ha nascosto dentro un ciondolo. Un lemming portato in ufficio da Paperino e nipotini, agitato dalle urla di Zio Paperone scappa, e così facendo si aggroviglia al ciondolo. Il papero più ricco del mondo si trova così nei guai perché non ricorda la combinazione. Quindi, a meno che non riesca a recuperare il lemming con il ciondolo, non può più accedere alle sue ricchezze.
Il lemming intanto si è diretto al porto, e da lì si è introdotto su una nave. Paperone e i nipoti arrivano fino in Scandinavia per recuperare il lemming che, furbissimo, riesce sempre a scappare. La situazione intanto si complica: Milioni e milioni di lemming si stanno riversando da tutte le parti, affamatissimi come cavallette, per convergere verso il mare, dove, per qualche misteriosa ragione, si tuffano periodicamente. Memorabile la vignetta quadrupla della tavola 15, dove si vede una marea semovente e gigantesca di lemming, con uno Zione che esclama: "Oh povere le mie piume doloranti! Da qualche parte in quella marea c'è il mio lemming con il ciondolo!" 
In una situazione che si fa sempre più da incubo i paperi cercano di trovare il "loro" lemming, provando a impedire ai lemming di tuffarsi in mare. I risultati sono evidentemente miserevoli. "È finita - dice Paperino allo Zio Paperone quando tutti i lemming si sono buttati in mare - L'ultimo di molti milioni si è tuffato!" E lo Zione: "E con lui si è tuffato il mio ultimo milione di dollari!" 
Tutto sembra dunque essersi concluso con un disastro, ma c'è un finale a sorpresa: i nipotini trovano il lemming con il ciondolo nel formaggio che avevano comprato in un negozio.